# Nonantola
Nonantola (Nunântla in dialetto modenese) è un comune italiano di 16 135 abitanti della provincia di Modena in Emilia-Romagna.

## Geografia
Nonantola è situato a circa 10 chilometri a nord-est di Modena, sulla sponda destra del fiume Panaro, fa parte dell'Unione del Sorbara. Confina a nord con Ravarino, ad est con i comuni bolognesi di Crevalcore e Sant'Agata Bolognese, a sud con Castelfranco Emilia, ad ovest con Modena e a nord-ovest con Bomporto.

### Territorio
Le frazioni sono:
- Le Casette
- Rubbiara
- Bagazzano
- La Grande
- Campazzo
- Redù
- Via Larga

## Storia

### Medioevo
I ritrovamenti più antichi nella zona nonantolana risalgono all'età del bronzo, XVI - XIII secolo a.C., quando nella zona padana si sviluppò la civiltà terramaricola. Civiltà in seguito sostituita nell'area da quelle villanoviana, etrusca e gallo-celtica.

Infine i romani, nel 182 a.C., fondarono una colonia di novanta centurie (nonaginta, poi Nonatula, ed infine Nonantola).
Nel 751 il duca del Friuli Anselmo ricevette dal re longobardo Astolfo le terre che erano state ai confini con l'Esarcato bizantino, con il compito di rafforzarle, creando vie di comunicazione da nord verso sud. Anselmo consacrò nel 752 una chiesa ai Santi Apostoli, fondando un monastero benedettino, quale saldo avamposto per consolidare la penetrazione longobarda ad est Panaro, controllando le comunicazioni tra Bologna e le direttrici di Piacenza e Verona. Nel 756 giunsero presso l'abbazia le spoglie di san Silvestro, che contribuirono alla crescita ed alla potenza del monastero, attorno al quale sorse il paese direttamente assoggettato all'abate.
Con l'arrivo dei Franchi l'Abbazia di Nonantola si accrebbe con donazioni rilasciate dallo stesso Carlo Magno in persona, che fecero dell'abate un vero e proprio signore fondiario. Nonantola ebbe sempre una certa predilezione da parte degli imperatori, come Lotario I che vi soggiornò nell'837, o Carlo il Grosso che nell'883 la scelse per incontrarsi con papa Martino. Nell'885 vi venne sepolto papa Adriano III morto in zona mentre era in viaggio per recarsi a Worms. Tra il IX e il X secolo Nonantola raggiunse un'importanza culturale, una potenza ed una ricchezza che a livello europeo la mettevano al pari delle potenti abbazie benedettine di Cluny e Canterbury.
La dotazione patrimoniale, pur concentrata particolarmente nell'area centropadana, si dilata con beni e dipendenze ecclesiastiche dall'Umbria a tutte le regioni settentrionali, culminando per ricchezza e prestigio nel secolo X; un'intensa attività culturale che porta ben presto la produzione del suo scriptorium a livelli di eccellenza grazie all'elaborazione di un particolare ed apprezzato tipo di scrittura libraria; una comunità numerosa, animata da centinaia di monaci ivi presenti contemporaneamente ed in stretti rapporti con le maggiori fondazioni europee, come il monastero tedesco di Reichenau e quello svizzero di San Gallo; legami diretti con la monarchia longobarda, prima, e con quella carolingia, poi, alle quali essa deve un'ampia serie di concessioni, privilegi e diritti; elementi, tutti, che danno la misura della grandezza cui assurge l'abbazia di Nonantola, neppure compromessa dalla devastazione causata dalle bande ungare all fine del secolo IX, diventando uno dei maggiori centri del monachesimo benedettino occidentale nell'alto medioevo.
Nel 1058 l’abate Gotescalco, per difendere il proprio territorio e nel tentativo di creare un legame tra il popolo e il monastero, concesse agli abitanti di Nonantola diversi privilegi e una vasta estensione di boschi, paludi e prati da poter sfruttare per il pascolo e il legnatico. Da questo nacque un singolare istituto di origine medioevale: la Partecipanza agraria di Nonantola.
A partire dal XII secolo iniziò un periodo molto difficile per l’abbazia poiché fu al centro di una serie di lotte tra i comuni di Modena e Bologna che si contendevano il suo territorio; Nonantola venne conquistata, a periodi alterni, sia dai Modenesi che dai Bolognesi che, a presidio del territorio, costruirono rispettivamente la Torre dei Modenesi nel 1261 e la Torre dei Bolognesi nel 1307. 
Nel 1412 Nonantola passò sotto il dominio estense. Nel XVI secolo i Benedettini vennero sostituiti dai Cistercensi. Dopo il 1821 l’abbazia fu assegnata al vescovo di Modena che ancor oggi ne è l’abate e la cui diocesi è dal 1986 denominata arcidiocesi di Modena-Nonantola. 
Nell'agosto 1916 Nonantola fu raggiunta dalla ferrovia Ferrara-Modena.

### Seconda guerra mondiale
Durante la seconda guerra mondiale, ed in particolar modo dopo l'8 settembre 1943, Nonantola fu al centro di alcuni fatti bellici rilevanti. L'11 luglio 1944, nella frazione di Campazzo, i fascisti uccisero per rappresaglia tre contadini intenti a lavorare nei campi. Il territorio nonantolano fu sconvolto da una seconda strage fascista, avvenuta il 9 marzo 1945, durante la quale furono fucilati dieci partigiani sul ponte di Navicello.
Degno di particolare nota è l'episodio di Villa Emma, villa del luogo nella quale venne ospitato e poi messo in salvo un gruppo di più di settanta ragazzi orfani ebrei di origine tedesca. I ragazzi erano giunti dai Balcani nel luglio del 1942 su iniziativa della DELASEM (Delegazione Assistenza Emigranti Ebrei) e del suo delegato bolognese Mario Finzi. Ospitati per un anno legalmente "alla luce del sole", i ragazzi e i loro accompagnatori avevano fraternizzato con la popolazione locale, potendo godere in particolare dell'amicizia del medico Giuseppe Moreali e dei sacerdoti don Arrigo Beccari e don Ennio Tardini.
Con l'8 settembre 1943 e l'occupazione tedesca, la situazione divenne drammatica. Grazie al pronto intervento dei loro protettori locali, in meno di 36 ore i ragazzi furono dispersi in vari istituti religiosi o nascosti presso famiglie di Nonantola che li fecero passare per loro figli. Furono infine fatti fuggire a piccoli gruppi in Svizzera grazie a documenti falsi timbrati con lo stemma del comune di Larino, già liberato dagli Alleati e, quindi, non verificabile dai nazisti. Il timbro venne creato dal fabbro del paese Primo Apparuti.
Nonantola continuò ad essere al centro di attività di resistenza per tutto il periodo dell'occupazione tedesca. Don Arrigo Beccari e don Ennio Tardini furono anche arrestati, duramente interrogati in carcere e condannati a morte, ma liberati con il ritiro dei nazisti il 21 aprile 1945. Per la loro azione, il 28 febbraio 1964, Giuseppe Moreali e Don Arrigo Beccari Sanzio sono stati insigniti dell'onorificenza di giusti tra le nazioni dall'Istituto Yad Vashem di Gerusalemme.
In qualche occasione particolare, alcuni "ragazzi di villa Emma" si ritrovano a Nonantola per ricordare quei lontani eventi e incontrare le persone che contribuirono a metterli in salvo. Villa Emma, per anni in stato di abbandono, è stata acquistata da privati e completamente restaurata. Da alcuni anni è attiva la Fondazione Villa Emma, dedicata alla pace tra i popoli.

### Dopoguerra
Nel 1956 fu chiusa al traffico la linea ferroviaria Ferrara-Modena. Come altri comuni della pianura emiliana Nonantola ha assistito a partire dalla fine degli anni cinquanta un cambiamento del suo tessuto economico, passato in poco tempo da prettamente agricolo ad agro-industriale.
Il comune è stato colpito dal Terremoto dell'Emilia del 2012 e più recentemente da una violenta alluvione il 6 dicembre 2020. 

### Simboli
Il simbolo della Comunità di Nonantola appare in una minuta d'inventario del notaio Paolo Ponzio dal Monte, databile attorno al 1476, dove sono descritti diciannove codici liturgici dell'abbazia di Nonantola.
Lo stemma comunale deriva da quello dell'abbazia ed è stato concesso con regio decreto del 28 febbraio 1864.
Il gonfalone è un drappo di azzurro.

### Onorificenze
Nonantola è tra le città decorate al valor militare per la guerra di liberazione, insignito della croce di guerra al valor militare per i sacrifici delle sue popolazioni e per l'attività nella lotta partigiana durante la seconda guerra mondiale:

## Monumenti e luoghi di interesse
- Abbazia di Nonantola, la cui basilica è monumento romanico innalzato a partire dall'VIII secolo quale parte del monastero benedettino. Del monastero romanico si sono conservati anche frammenti di affreschi nella sala identificata come refettorio, ora parte del Palazzo Comunale. Le decorazioni del portale, tra le quali i due leoni stilofori e una serie di formelle di marmo attribuite ad allievi di Wiligelmo, rivelano l'influenza esercitata dall'esempio del duomo di Modena. Particolarmente suggestiva è la cripta, sostenuta da 86 sottili colonne adornate con capitelli di stili diversi. Tradizionalmente costituita quale abbatia nullius dal 1986 è unita a Modena, formando l'Arcidiocesi di Modena-Nonantola.
- Chiesa parrocchiale di San Michele Arcangelo, risalente al IX secolo;
- Torre dei Modenesi, costruita nel 1261;
- Torre dei Bolognesi, costruita nel 1307.
- Chiesa di Santa Maria fuori le mura, detta Santa Filomena

## Società

### Evoluzione demografica
Abitanti censiti

### Etnie e minoranze straniere
Secondo i dati ISTAT al 31 dicembre 2015 la popolazione straniera residente era di 1 553 persone (9,80%). Le nazionalità maggiormente rappresentate in base alla loro percentuale sul totale della popolazione residente erano:
- Marocco, 292 (1,84%)
- Ghana, 228 (1,44%)
- Ucraina, 162 (1,02%)
- Romania, 145 (0,92%)
- Tunisia, 104 (0,66%)

## Cultura

### Istruzione

#### Musei
- Museo diocesano d'arte sacra e benedettino

### Cinema
Nel 2016 è stato girato un film televisivo dal titolo Die Kinder der Villa Emma.

## Infrastrutture e trasporti

### Strade
Nonantola è attraversata dalla SS 225 Nonantolana che unisce Modena a Ferrara.

## Amministrazione
| Periodo        | Periodo        | Primo cittadino    | Partito                            | Carica  | Note   |
| -------------- | -------------- | ------------------ | ---------------------------------- | ------- | ------ |
| 12 maggio 1985 | 22 aprile 1995 | Valter Reggiani    | PCI, PDS                           | Sindaco | [ 18 ] |
| 23 aprile 1995 | 12 giugno 2004 | Stefano Vaccari    | PDS, DS                            | Sindaco | [ 18 ] |
| 13 giugno 2004 | 25 maggio 2014 | Pier Paolo Borsari | Partito Democratico                | Sindaco | [ 18 ] |
| 26 maggio 2014 | 27 giugno 2024 | Federica Nannetti  | Partito Democratico                | Sindaco | [ 19 ] |
| 27 giugno 2024 | in carica      | Tiziana Baccolini  | PD - lista civica Nonantola attiva | Sindaco | [ 18 ] |

## Sport
Lo sport di punta della città è la pallamano. La squadra locale, la Pallamano Rapid Nonantola, milita infatti in Serie A1, la più importante categoria dopo la Serie A d'Elite. Negli altri sport nessuna squadra cittadina milita in categorie rilevanti.
Le due squadre calcistiche sono la Polisportiva Nonantola e La Pieve Nonantola, che competono rispettivamente in seconda categoria e in promozione. Il paese vanta altresì una tradizione pallavolistica molto radicata con importanti riconoscimenti regionali e nazionali, soprattutto a livello giovanile gestiti dalla sezione pallavolo della Polisportiva Nonantola. Sono presenti anche società sportive che si dedicano all'atletica leggera dove un'atleta della società Sirio Nonantola (Eleonora Marino) ha partecipato ai campionati nazionali per il lancio del peso piazzandosi ottava; troviamo anche pattinaggio artistico, una società di arcieri e di judo.